# Cazeneuve-Montaut
Cazeneuve-Montaut (em occitano:  Casanava de Montaut) é uma comuna francesa na região administrativa da Occitânia, no departamento do Alto Garona. Estende-se por uma área de 4.59 km², com 79 habitantes, segundo o censo de 2018, com uma densidade de 17 hab/km².